# Bach digital
Bach digital ist ein von der philologischen Bach-Forschung am Bach-Archiv Leipzig entwickeltes Recherche-Instrument an der Schnittstelle zwischen Bach-Forschung, quellen-basierter Aufführungspraxis, Bibliothekskatalog und angewandter Informatik. In Bach digital werden alle Forschungsergebnisse zu den Werken Johann Sebastian Bachs und weiterer Komponisten der Familie Bach sowie zu der Überlieferung ihrer jeweiligen Werke gesammelt. Diese stets aktuell gehaltenen Informationen werden als Metadaten aufbereitet und sind über verschiedene Suchoptionen vollständig durchsuchbar. Die für die Überlieferung der Werke wichtigsten Quellen werden durch hochauflösende Digitalisate vollständig zur Verfügung gestellt, sofern die besitzenden Bibliotheken dies gestatten. Derzeit sind dies die Staatsbibliothek zu Berlin, das Bach-Archiv Leipzig und die Sächsische Landesbibliothek – Staats- und Universitätsbibliothek Dresden sowie einzelne Bibliotheken in Europa und den USA, die eine Online-Stellung ebenfalls ermöglichen. Die Datenbank ist seit 2010 online. 2020 wurde das 10-jährige Jubiläum mit einem Gesprächskonzert in Berlin begangen, in diesem Zusammenhang wurde ein Video zum Nutzen des Portals zusammengestellt.
Ende 2022 ging eine zweite Version der Datenbank online: „Bach digital smart“, hier findet sich eine Auswahl aus den wichtigsten Metadaten zu einem Werk sowie zu den autographen oder editionsrelevanten Quellen. Damit ist diese Version, die aber auf alle Daten und Aktualisierungen der Vollversion zurückgreift, eher für Laien oder für die Musikpraxis geeignet, während die Vollversion nach wie vor eine maximale Informationsdichte anstrebt.

## Geschichte und Zielsetzung des Portals
Bach digital entstand auf der Grundlage eines seit 2001 online zugänglichen digitalen Katalogs mit Metadaten zu allen Werken und Quellen mit Musik Johann Sebastian Bachs („Göttinger Bach-Katalog / Die Quellen der Bach-Werke“), der am Göttinger Johann-Sebastian-Bach-Institut auf der Grundlage der Informationen aus der Neuen Bach-Ausgabe sowie institutsinterner Arbeitsmittel seit 1999 aufgebaut worden war.
Die Datenbank Bach digital liefert nunmehr Bach-Forschern, Musikern (insbesondere der historisch informierten Aufführungspraxis) und musikinteressierten Laien nicht allein wissenschaftlich fundierte Informationen zum Schaffen J. S. Bachs, sondern auch zu den Werken der gesamten Bach-Familie und stellt Originalquellen zur kostenfreien Ansicht zur Verfügung. Die Aufbereitung zu den Werken J. S. Bachs und ihrer Quellenüberlieferung zwischen etwa 1700 und 1850 (in Handschriften und frühen Drucken aus der Zeit J. S. Bachs) ist weitgehend abgeschlossen. Informationen über neugefundene Quellen sowie Korrekturen in Datensätzen werden aber laufend eingearbeitet. Derzeit bietet die Datenbank für J. S. Bach 1702 Werkdatensätze (inklusive Fassungen) und 5596 Quellendatensätze, davon 1766 mit hochauflösenden Digitalisaten (Stand 8/2023). Damit sind nun mehr als 90 % aller noch vorhandenen Autographe und originalen Aufführungsmaterialien J. S. Bach als hochauflösende Scans vollständig einsehbar. Seit 2014 sind zudem zahlreiche Digitalisate früher Abschriften hinzugekommen. Sie dokumentieren vor allem die Überlieferung durch Bachs Söhne, Schüler und Kollegen und sind insbesondere für die Tradierung von Bach Musik für Tasteninstrumente relevant.
Auch zu den Werken der Bachsöhne und aus dem Alt-Bachischen Archivs (bzw. ihren Quellen) wird die Datenbank laufend ergänzt:
- Carl Philipp Emanuel Bach (1714–1788): Werkdatensätze: 1174; Quellendatensätze: 3729 (davon mit Digitalisat: 892)
- Wilhelm Friedemann Bach (1710–1784): Werkdatensätze: 236; Quellendatensätze: 252 (davon mit Digitalisat: 120)
- Johann Christoph Friedrich Bach (1732–1795): Werkdatensätze: 418; Quellendatensätze: 128 (davon mit Digitalisat: 65)
- Johann Christian Bach (1735–1782): Werkdatensätze: 538; Quellendatensätze: 665 (davon mit Digitalisat 105)
- Altbachisches Archiv: Werkdatensätze: 36; Quellendatensätze: 94; Digitalisate: 47

2022/2023 wurde damit begonnen, Daten aus dem neuen Bach-Werke-Verzeichnis (Neuausgabe 2022: BWV3) in Bach digital zu übernehmen, darunter auch die in BWV3 neuen Versionsbezeichnungen der Fassungen, neue Bezeichnungen für fehlzugeschriebene oder nicht sicher J. S. Bach zuzuschreibende Werke (Appendix). Diese Übernahme ist noch nicht abgeschlossen. Zudem wurden auch englische Übersetzungen der Kantaten-Texte von Zuell Philip Ambrose zu den Werkdaten zur Verfügung gestellt. Unter den mittlerweile gemeinfreien Einspielungen von Werken J. S. Bachs wurde eine Auswahl getroffen, die dem Werk per link angehängt wurden. Ebenfalls neu seit 2022/2023 ist bei den Kantaten eine kurze Werkeinführung und die Verlinkung von frühen historischen Textquellen für die Lieder, die J. S. Bach in seinen geistlichen Vokalwerken verwendete.
Derzeit läuft die Einarbeitung von Werk- und Quellendatensätzen zu Instrumentalwerken C. P. E. Bachs (hier kann auf die laufenden Arbeit am neuen Instrumentalwerke-Verzeichnis zurückgegriffen werden, das derzeit am Bach-Archiv Leipzig im Entstehen begriffen ist).
(Stand: August 2023)
Weitere Recherchemittel (Wasserzeichen- und eine Kopisten-Recherche über ein Personen-Modul) werden ständig weiter ausgebaut.
Für die Anzeige dieser Digitalisate stehen verschiedene Viewer zur Verfügung. Darüber hinaus ist eine PDF-Download- und Druckfunktion vorhanden. Mit Hilfe dieser hochauflösenden Digitalisate ermöglicht Bach digital dem Nutzer einen von jeglicher historischer und moderner Verfremdung freien Blick auf Bachs Schreibtisch, so zum Beispiel auf seine Arbeitsweise (von der ersten, möglicherweise verworfenen Fassung bis zur letzten Korrektur der kalligraphischen Reinschrift / des endgültigen Werks), die Aufführungsmaterialien der Kopisten etc.
Der Mehrwert, den die Recherche über eine solche Datenbank gegenüber den traditionellen Arbeitsweisen der analogen Bachforschung bietet, besteht u. a. darin, dass ehemals zusammengehörige Teile von Handschriften, die heute getrennt aufbewahrt werden, ja z. T. über die Bibliotheken der ganzen Welt verstreut sind, online zusammengeführt werden. Während die äußerst fragilen Handschriften vor der Digitalisierung nur einem ausgesuchten Nutzerkreis überhaupt noch zugänglich gemacht wurden, stehen sie nunmehr jedem unentgeltlich zur Verfügung. Damit eine wirkliche Schonung der Materialien langfristig gewährleistet wird, wurde die Digitalisierung bestmöglich durchgeführt. Der Nutzer kann diese Digitalisate, deren Ansicht nicht durch digitale Wasserzeichen beeinträchtigt ist, mit Hilfe von Zoomtechniken oftmals genauer und detaillierter betrachten als dies bei einer Betrachtung der Originale selbst mit bloßem Auge möglich wäre.

## Kooperationspartner
Bach digital ist ein Gemeinschaftsprojekt der drei größten deutschen ‚Bach-Bibliotheken‘: Staatsbibliothek zu Berlin – Preußischer Kulturbesitz, Sächsische Landes- und Universitätsbibliothek Dresden, Staats- und Universitätsbibliothek Hamburg und Bach-Archiv Leipzig; die Deutsche Forschungsgemeinschaft fördert es maßgeblich. Seit 2013 wird angestrebt, weltweit möglichst alle in öffentlichem Besitz befindlichen Bach-Autographen und originalen Aufführungsmaterialien über Scans in Bach digital verfügbar zu machen. Entsprechend steht seit 2013 die sukzessive Erweiterung der Kooperationen mit für die Bachforschung wichtigen in- und ausländischen Institutionen im Zentrum. Über die Digitalisierungsoffensive der Deutschen Nationalbibliothek konnten dafür Mittel bei der Beauftragten für Kultur und Medien (BKM) eingeworben werden. Bach digital wird damit auch Teil der Deutschen Digitalen Bibliothek und der europaweiten Digitalisierungsplattform Europeana sein. Wichtige Bach-Sammlungen außerhalb Deutschlands haben ihre Zusage gegeben, in Zukunft mit Bach digital zu kooperieren, darunter die British Library in London und die Library of Congress in Washington. Zahlreiche kleinere Sammlungen haben bereits Digitalisate von Bach-Handschriften zur Verfügung gestellt, darunter die Universitäts- und Landesbibliothek Darmstadt, das Bachhaus Eisenach, die Universitätsbibliothek Johann Christian Senckenberg, die Württembergische Landesbibliothek, die Stadtbibliothek Leipzig, das Germanische Nationalmuseum Nürnberg, das Heimatmuseum Saalfeld, die Herzogin Anna Amalia Bibliothek, die Stiftelsen Musikkulturens Fraemjande Stockholm, die Harvard University Library, die Music Library der Yale University und die Juilliard School.

## Förderer
| Deutsche Forschungsgemeinschaft                        | 2017–2021 | Quellenkorpus Bach-Söhne – Erschließung und Digitalisierung der Primärüberlieferung zu Werken von Wilhelm Friedemann, Carl Philipp Emanuel, Johann Christoph Friedrich und Johann Christian Bach sowie deren Einbindung in das zu erweiternde Portal „Bach digital“ (= Bach digital III)                                             |
| Deutsche Forschungsgemeinschaft                        | 2013–2016 | Digitalisierung der frühen abschriftlichen Überlieferung der Werke Johann Sebastian Bachs und deren Einbindung in das digitale Portal Bach digital (= Bach digital II) |
| Beauftragter der Bundesregierung für Kultur und Medien | 2014      | Digitalisierung von weltweit verstreuten Bachquellen |
| Sächsische Akademie der Wissenschaften                 | seit 2011 | Werkverzeichnisse der Bach-Familie im Rahmen des Akademie-Vorhabens Bach-Repertorium |
| Packard Humanities Institute                           | seit 2010 | Die Digitale Bibliothek „Bachiana“ der Sing-Akademie zu Berlin. Ein Gemeinschaftsprojekt der Arbeitsstelle Bach-Repertorium der Sächsischen Akademie der Wissenschaften in Zusammenarbeit mit dem Bach-Archiv Leipzig in Kooperation mit der Sing-Akademie zu Berlin und der Staatsbibliothek zu Berlin – Preußischer Kulturbesitz.  |
| Deutsche Forschungsgemeinschaft                        | 2008–2011 | Bach digital I = Digitalisierung der Autographe und Originalstimmen Johann Sebastian Bachs und ihre Einbindung in den Bach-Quellenkatalog. Ein Gemeinschaftsprojekt der Staatsbibliothek zu Berlin, der Sächsischen Landes- und Universitätsbibliothek Dresden, des Bach-Archivs Leipzig und des Universitätsrechenzentrums Leipzig. |
| Deutsche Forschungsgemeinschaft                        | 2002–2008 | Der Bach-Quellenkatalog als Projekt der Akademie der Wissenschaften zu Göttingen im Bach-Institut Göttingen (2008 abgeschlossene Datenbank und Grundlage für Bach Digital). |
| VG Musikedition / Commerzbank-Stiftung                 | 2001–2002 | Der Bach-Quellenkatalog als Projekt der Akademie der Wissenschaften zu Göttingen im Bach-Institut Göttingen. |
| Daimler-Fonds                                          | 1999–2001 | Der Bach-Quellenkatalog als Projekt der Akademie der Wissenschaften zu Göttingen im Bach-Institut Göttingen. |

## Technische Grundlage und Lizenz
Die Datenbank basiert auf der freien Dokumenten- und Publikationslösung MyCoRe. Diese ermöglicht die nachhaltige Speicherung der Daten und den unkomplizierten Austausch von Forschungsergebnissen. Die Inhalte der Datenbank stehen unter einer Creative-Commons-Lizenz.